# Putten (plaats)

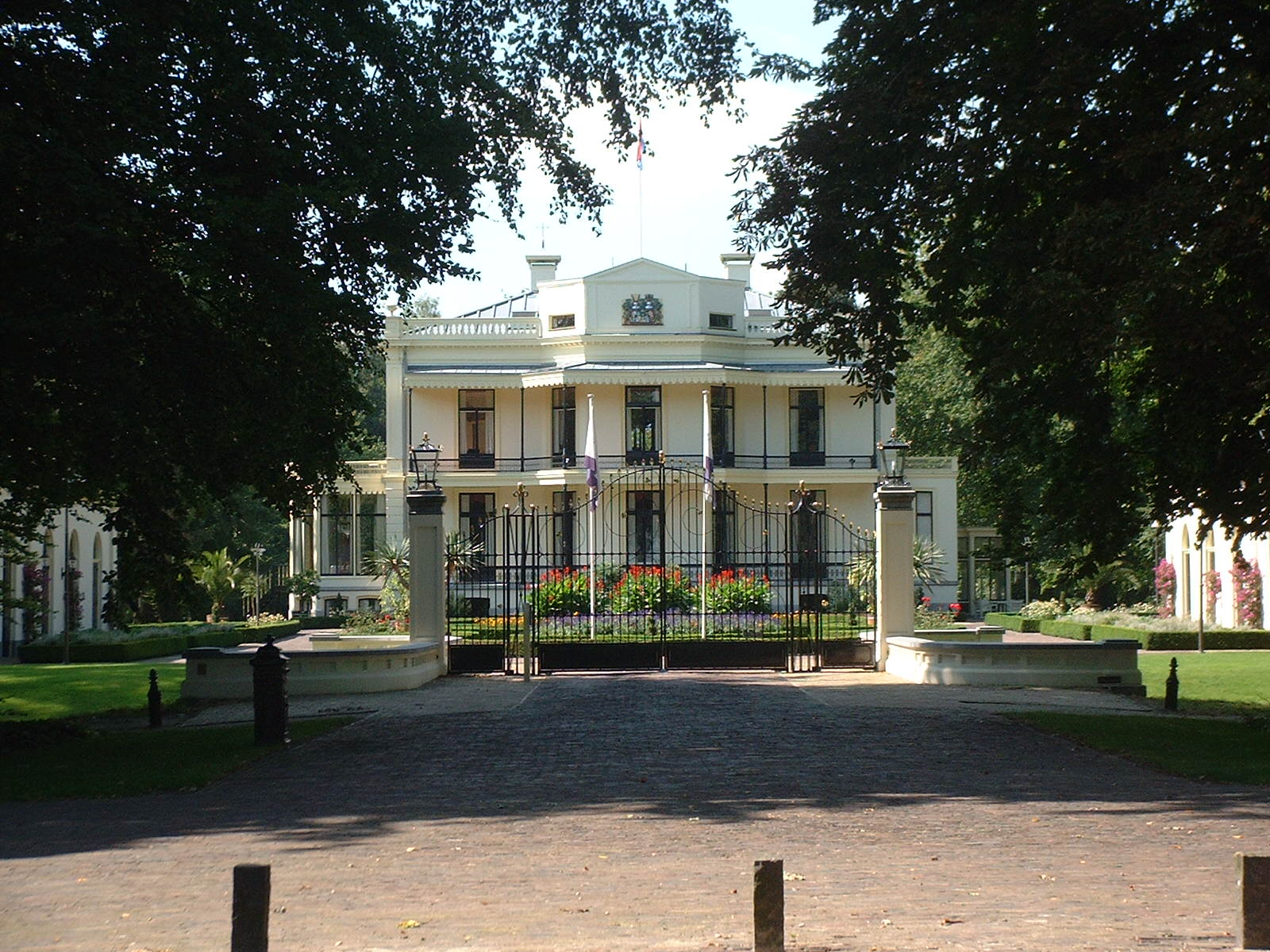
Kasteel de Vanenburg

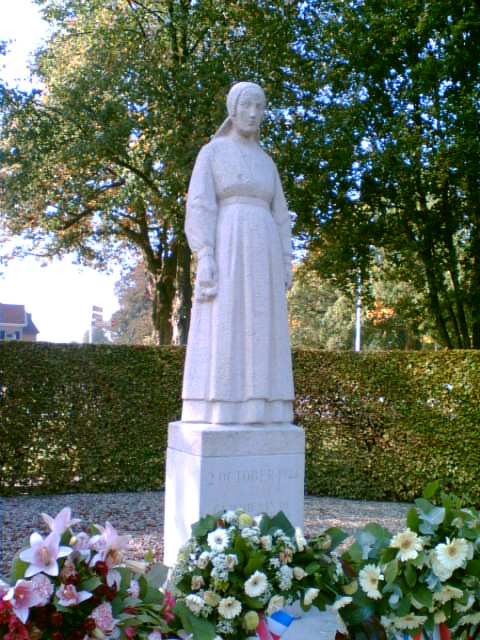
Razziamonument

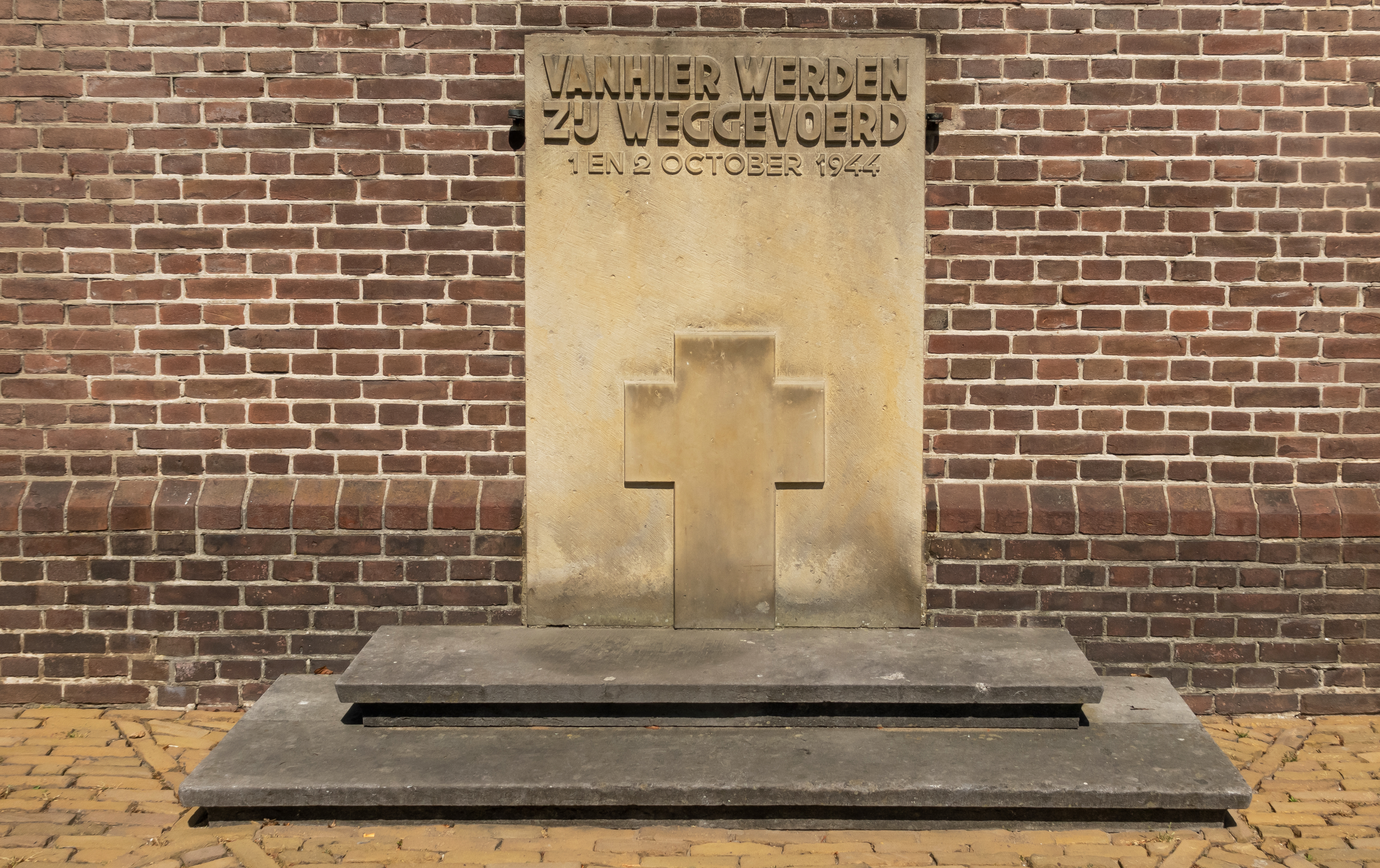
Gedenksteen bij de kerk

Putten (uitspraakⓘ) is een plaats op de grens van de Veluwe en de Gelderse Vallei, in de Nederlandse provincie Gelderland en hoofdplaats van de gelijknamige gemeente Putten. De plaats met omliggende kleinere buurtschappen, die voor de postadressen alle onder de woonplaats Putten vallen, telt 24.904 inwoners.
Het centrum van Putten heeft een gevarieerd winkel- en horecagebied, met op woensdagochtend een weekmarkt.

## Landschap
Ten oosten en noordoosten van de plaats Putten ligt de Veluwe, het grootste natuurgebied van Nederland. Putten wordt in het zuiden en westen omringd door akkerland, dat onderdeel vormt van de noordoostelijke hoek van de Gelderse Vallei.

## Puttens dialect
Het Puttense dialect valt onder het West-Veluws. Er is een boek over het Puttense dialect uitgegeven met de titel "Putters Praoten moe je niet laoten. Er staat onder meer een lijst met dialectwoorden en de vertalingen ervan in. Het Puttens (ook wel 'Putters' genaamd) is net als in andere 'dialectdorpen' veelal verdrongen door het Nederlands, maar wordt door met name de ouderen onder de Puttense bevolking nog wel gesproken.

## Geschiedenis
In de akte uit 855 van de Friese edelman Folckerus wordt voor het eerst de naam Putten vermeld. In deze akte worden goederen en landerijen overgedragen aan het klooster van Werden (bij Essen in Duitsland) en Putten wordt in vico qui dicetur Puthem (als buurtschap of dorp) genoemd. Putten is, nadat de kerk is gesticht, een verzameling buurtschappen die tezamen een kerkdorp vormen, een situatie die tot aan de tiende eeuw voortduurt. Het kerkdorp omvatte een groot gebied, dat zich uitstrekte tot Nijkerk en Voorthuizen. Pas in 1416 worden Nijkerk en Voorthuizen verzelfstandigd.
Putten is dan voornamelijk agrarisch gebied, waarbij de meeste boerderijen behoren tot het bezit van de abij van Werden en het Stift Elten. In 1559 draagt het klooster Werden zijn bezittingen over aan het klooster Abdinckhof in Paderborn, waarmee laatstgenoemd klooster verreweg de grootste grondeigenaar wordt. Tot 1803 worden deze bezittingen door "de Kelnarij" (een rentmeester of kellenaar) bestuurd. Aan deze periode herinneren in Putten nog onder meer de Kelnarijstraat, de Abdinckhofstraat en de Paderbornstraat. De Kelnarij is in 1940 afgebroken waarna het gemeentebestuur er in 1977 een parkeerplaats heeft laten aanleggen. Op de plaats waar de centrale hof van de abdij van Werden was gelegen is een begraafplaats aangelegd. Putten kent vier begraafplaatsen: de Algemene Begraafplaats Schootmanshof aan de Hoflaan, de Nieuwe Algemene Begraafplaats aan de Engweg Zuid, de Oude Algemene Begraafplaats aan de Engweg Noord en de Oude Katholieke Begraafplaats, hoek Kelnarijstraat/Brinkstraat. 
Aan het einde van de zestiende eeuw wordt Putten bereikt door de Reformatie. Tot 1608 is er een rooms-katholiek pastoor die vanuit de Sint-Pancratiuskerk werkt. Slechts een kleine katholieke kern blijft over, het grootste deel van de bevolking wordt protestants. Hierdoor maakt Putten deel uit van de zogeheten Bijbelgordel. 

Ten tijde van de Tweede Wereldoorlog wordt in de nacht van 30 september op 1 oktober 1944 door de ondergrondse in Putten vanuit een hinderlaag een aanslag op een auto met daarin een aantal officieren van de Wehrmacht gepleegd. Als represaille wordt een deel van het centrum van het dorp platgebrand. De Wehrmacht en de SS voeren een razzia uit, waarbij vrouwen en mannen van elkaar worden gescheiden. Vrijwel de gehele mannelijke beroepsbevolking werden tijdens deze razzia op transport gesteld naar concentratiekampen. Van hen keerden er slechts 48 levend in Putten terug. Bij de Oude Kerk staat de gedenksteen met de tekst "vanhier werden zij weggevoerd". In 1949 werd een Herdenkingshof met monument onthuld, een groot perk met 660 vierkanten die de weggevoerde mannen uitbeelden en een kalkstenen beeld van een vrouw in klederdracht met haar hoofd gericht naar de Oude Kerk, dat is vervaardigd door de beeldhouwer Mari Andriessen.  
Na de oorlog is Putten nog steeds grotendeels agrarisch gebied, maar in de tweede helft van de twintigste eeuw wordt het toerisme en recreatie een belangrijke inkomstenbron. Daarnaast is in Putten beperkte industrie.

## Bedrijfsleven
Gemeente Putten heeft drie grote bedrijventerreinen: Keizerswoert, Hoge Eng en Ambachtstraat. Bij het station ligt het oudste industrieterrein, de Keizerswoert, waar een aantal grote bedrijven is gevestigd. Aan de zuidkant van Putten, tussen de Van Geenstraat en de Hoge Engweg, bevindt zich het nieuwere bedrijventerrein de Hoge Eng. Het bedrijventerrein Ambachtstraat ligt tussen verschillende woonwijken. De bedoeling is dat dit gehele terrein in de loop der jaren de bestemming wonen krijgt.

## Markten
- Elke woensdagochtend is er een algemene warenmarkt op het Marktplein, het plein tussen de Oude Kerk en het gemeentehuis.
- Elke tweede woensdag van oktober vindt traditiegetrouw de zogenaamde Ossenmarkt plaats. Dit is van oudsher een veemarkt, waar boeren hun rundvee kochten en verkochten met de handjeklap-methode. Tegenwoordig is er nog slechts een enkel stuk vee te vinden op de Ossenmarkt en is de markt veranderd in een braderie die jaarlijks veel bezoekers trekt.

## Musea
- Historisch Museum De Tien Malen
- Museumboerderij Mariahoeve

## Cultuur

### Puttense traditie
- Elke avond van maandag t/m zaterdag luidt om 21:00 uur traditiegetrouw de papklok. Dit was in vroeger tijden het teken voor de landarbeiders dat hun werkdag erop zat. Dan konden ze naar huis om een bord warme pap te eten en vervolgens naar bed te gaan.

### Monumenten
In Putten bevindt zich een aantal monumenten, zie:
- Lijst van rijksmonumenten in Putten (plaats)
- Lijst van gemeentelijke monumenten in Putten
- Lijst van oorlogsmonumenten in Putten

## Bekende (oud) Puttenaren
- Hendrik van Boeijen, politicus (CHU, minister van 1937 tot 1945);
- Klaas Friso, historicus, bestuurslid van het Puttens Historisch Genootschap;
- Wien van den Brink, boerenleider en politicus (raadslid, wethouder; Tweede Kamerlid LPF);
- Aart Mosterd, politicus (CDA, oud-wethouder van Putten (1980-1998) en oud-Tweede Kamerlid);
- Bert Kous, schrijver en journalist voor RTV Utrecht en ESPN;
- Beatrice de Graaf, hoogleraar aan de Universiteit Utrecht;
- Ummet Ozcan, Nederlands-Turkse DJ en muziekproducer;
- Sander Duits, oud voetballer van o.a. Go Ahead Eagles en RKC Waalwijk;
- Tjarda Struik, politica namens de VVD, burgemeester van de gemeente Leiderdorp en tevens blindfluencer;
- Bo van Egmond, voetbalster bij AFC Ajax.

## Radioactieve besmetting
In januari 1958 kwam Putten in het nieuws doordat zich er een geval van radioactieve besmetting voordeed. Bij de behandeling in het ziekenhuis was bij een kind van een Puttense familie een naaldkop met radium in de neus achtergebleven. Thuis braakte het kind die uit, het braaksel werd in de kachel gegooid en de as kwam later in de tuin terecht. Het hele gezin, het huis en de tuin raakten besmet. Deskundigen van de marine kwamen er aan te pas om de buurt te ontsmetten.